# DJMax
DJMAX（韓語：디제이맥스）是由韩国遊戲公司PENTAVISION制作的下落式音乐游戏系列。

## 概要
2004年2月韩国開放第一代網絡遊戲版本，并在同年8月12日正式公测。單人模式發行了手机版和PSP版，其中DJMax Portable於2006年1月發行，2007年3月30日發行了DJMax Portable 2，並於2008年10月20日發行了作為METRO Project中推出的作品DJ Max Portable Clazziquai Edition。
2008年，該遊戲的兩個不同的系列名稱被提出，其中一個系列就是DJ MAX Fever，作為DJMax Portable的3個系列的合併稱呼，也是DJMAX的第一個衍生系列。而第二個系列則是DJ Max Technika，這是一個有上部擁有一個供觀賞者欣賞的大屏幕，而下部則有一個觸摸屏的街機遊戲。這也是第一個DJMAX系列中其MV動畫完全由3D圖像製作而成的遊戲（包括Whiteblue， DJ Max Portable 2的開場動畫Your Own Miracle和A.I.）。
DJMAX的網絡版本在韓國，日本和中國大陸均曾運營，其中中国大陆由盛大网络公司代理，于2006年6月进行内测，2007年5月19日进行公測。在2008年初，三個地區纷纷宣布停止運營DJMAX。中國大陸于2008年1月27日关闭服务器，同年3月21日，韓國也停止了DJMAX網絡版的服務，而日本版亦在10天之後的3月31日停止了服務，但是目前DJMAX網絡版有私服存在。

## 特徵
遊戲通過伴隨音樂的旋律、節奏或鼓點來按鍵的形式進行。通過利用一個卷軸通道，以落下音符的形式表達這些元素。擁有類似遊樂方式的遊戲還有Beatmania和O2Jam。不過對多數韓國玩家來說，這個系列的遊戲則更加與EZ2DJ類似，因為他和DJMAX擁有多數相同的譜曲作者。但是與這些遊戲不同的是，DJMAX更注重節奏的準確性，在按鍵的時機上以10%為單位對準確率進行評分，并在曲目結束后給出精確到0.01%的綜合準確率。由於有些遊戲模式下對準確率有相當苛刻的精確要求，故這個要點也最終成為該系列遊戲的最大特色。此外，判定線上有兩個隨按鍵移動的托盤，可在玩家失誤時接住漏下的音符（準確率計為1%）而不打斷連擊數。
網路版遊戲有2種不同的按鍵形態：5鍵和7鍵，以及3個基本的難度等級：簡單，普通和困難。此外有兩個為個別歌曲設計的特殊高水平難度：MX（Maximum）和SC（Super Crazy）。
- MX難度譜面是為普通PC鍵盤所專門設計，判定線沒有托盤，且按錯鍵也會扣血。
- SC難度譜面是參照EZ2DJ式的街機鍵盤設計，扣血無法補充。

玩家可以通過練習模式單人遊戲，也可以通過聯線模式和別的玩家競技，而在聯線模式中也有利用不同道具的特效競技的道具模式和比較總分高低的對戰模式。玩家可以基於5鍵和7鍵兩個不同的按鍵形態定義自己習慣的按鍵，還可以更換被稱為Gear的皮膚和頭像，不同的Gear和頭像都擁有他自己獨特的加成屬性。
在Playstation Portable上發行的版本中，玩家可以選擇的按鍵形態變成了2B，4B，6B，4BFX和6BFX（B為一般鍵，FX則是包括L和R按鍵的方式,6BFX在舊稱為8B）。
在PC新作DJMax Trilogy上，譜面設定接近PSP上的兩部作品（包括其5鍵和7鍵也不再使用街機型譜面），故鍵盤設定也變成了類似O2Jam式的安排。
遊戲中的曲目基本上都為原創音樂作品，而東亞各地的版本也擁有自己的專屬音樂（一般為當地的流行音樂，或者韓語歌曲的多語版本），幾乎每首曲目都擁有自己的背景動畫，而DJMAX也以此為賣點，招募了在韓國有一定知名度的插畫家們為其製作背景動畫。
制作音乐小组成员由Necobus、Rehpic、Nanou4、Croove、Forte Escape、Lassoft等组成。

## 其他系列作品

### DJMAX Portable
2006年1月14日发售，对应平台为PSP。

### DJMAX Portable 2
2007年3月30日发售，对应平台为PSP。

### DJMAX Portable Clazziquai Edition
2008年10月24日发售，对应平台为PSP。

### DJMAX Portable Black Square
2008年12月24日发售，对应平台为PSP。

### DJMAX Emotional Sense - Fever
2010年1月发售，美國版，对应平台为PSP。

### DJMAX Portable Hot Tunes
2010年6月发售，韓國版，对应平台为PSP。

### DJMAX Portable 3
2010年10月16日发售，对应平台为PSP。

### DJMAX TECHNIKA
2008年街机触摸游戏

### DJMAX Trilogy
PC平台的DJMax最新作品，支持网络对战，但是目前服务器已经停机。

### DJMAX RAY
iOS和ANDROID平台的作品，游戏模式类似于Tap Sonic。

### DJMAX TECHNIKA Q
目前DJMAX系列的iOS和ANDROID平台的最新作品，街机版本的移植作品,於2019年3月29日結束營運。

### DJMAX TECHNIKA TUNE
PSV平台上的街机移植作品。

### DJMAX Respect
2017年7月28日於PlayStation 4平台上發售。

### DJMAX Respect V
2019年12月19日於Steam平台上發售,為DJMax Respect的PC版,修改了部分適合PC瀏覽方式及動畫,增加了SC難度。

## 游戏歌曲
3rd Coast
Let's Go Baby
（音乐风格：Hip-Hop）
Luv*Flow
（音乐风格：R&B Medium）
Croove
Enemy Storm
（音乐风格：Hardcore）
Get Up
（音乐风格：2Step）
JBG
（音乐风格：Yellow Hip-hop）
MASAI
（音乐风格：New Wave）
Out Law
（音乐风格：Nu Skool）
Red
（音乐风格：R&B）
Sunny Side
（音乐风格：Bright R&B）
EarBreaker
Detonator
（音乐风格：Warp Breaks）
Dreadnought
（音乐风格：Big Beat）
Minimal Life
（音乐风格：Techno）
Electric Boutique
Miles
（音乐风格：Electro Fusion）
ESTi
Elastic Star ~ UK Garage Mix
（音乐风格：UK Garage）
Long Vacation
（音乐风格：School House）
Oblivion
（音乐风格：Dramatic Trance）
Ray Of Illuminati
（音乐风格：Euro Dance）
SIN
（音乐风格：Drum n' Bass）
Forte Escape
1st-Sync
（音乐风格：Trance）
A.I.
（音乐风格：Techno）
Ask Favor Of A Wind / Kaze ni Onegai
（音乐风格：R&B Fantasy）
Astro Fight
（音乐风格：Funky Stomp）
Catch Me
（音乐风格：Alternative Rock）
Can We Talk
（音乐风格：Acid Jazz）
Can We Talk -Broken Dog Leg Mix-
（音乐风格：Acid Jazz）
Cosmic Elevator
（音乐风格：Ani-pop）
Chase 575
（音乐风格：Drum n' Bass Stomp）
Elastic Star
（音乐风格：Acid House）
Electro Sensibility
（音乐风格：Electro）
End Of The Moonlight
（音乐风格：Techno Pop）
Extreme Z4
（音乐风格：Break Beat）
Funky Chups
（音乐风格：Funky Electro）
Futurism
（音乐风格：Electro Fusion）
Knowledge System
（音乐风格：Techno）
Living On The Beat
（音乐风格：Techno Reggae）
Save My Dream
（音乐风格：Acid Dance）
Tammuz
（音乐风格：Trance）
Too Fast
（音乐风格：Dance Hip）
Triple Zoe
（音乐风格：Progressive Rock）
Para-Q
（音乐风格：Drum n' Bass）
Weird Pistol
（音乐风格：Break Beat）
Ya! Party
（音乐风格：Candy Pop）
Yellowberry
（音乐风格：Lounge Jazz）
Bexter（GonZo）
Brave It Out
（音乐风格：Aggressive Funk）
KUDA
（音乐风格：Techno Core）
JJ Groove
Merry Christmas I Love You Happy New Year All My Heart
（音乐风格：Carol）
Rudolf The Red Nosed Raindeer
（音乐风格：Carol）
Say My Love
（音乐风格：Drum n' Bass）
M2U
Bright Dream
（音乐风格：Ani-house）
Disco Time
（音乐风格：Disco）
Eternal Memory ~ A Girl's Dream
（音乐风格：Fantasy Pop）
Lemonade
（音乐风格：Lounge Drum n' Bass）
Memory of Beach
（音乐风格：Dance Pop）
NB Ranger
（音乐风格：Scream Funk）
Seeker
（音乐风格：Trance）
Space of Soul
（音乐风格：Symphonic House）
Sweet Love
（音乐风格：House）
ND Lee
Morning Human / Every Morning
（音乐风格：80's 8-Bit）
Never Say
（音乐风格：Jungle Pop）
ON
（音乐风格：2Step Slow）
Punisher / Revenge
（音乐风格：Hardcore）
NieN
Chrono Breakers
（音乐风格：Ani-pop）
For the ikarus
（音乐风格：Ani-pop）
Rock or Die
（音乐风格：Hardcore）
S-Tro
Temptation
（音乐风格：2Step Garage）
supbaby
Fear
（音乐风格：Drum n' Bass）
FTR
（音乐风格：Electric House）
xxdbxx
Cherokee
（音乐风格：Trance Fusion）
Fever GJ
（音乐风格：Nu Hip-hop n' Soul）
Hypersonic
（音乐风格：Funky Techno）
Jupiter Driving
（音乐风格：Techno Stock）
Light House
（音乐风格：Happy Core）
One The Love
（音乐风格：Beer House）